# Робітниче Селище № 3
Робітни́че Се́лище № 3 (рос. Рабочий Посёлок №3) — колишнє селище в Кіровському районі Ленінградської області, Росія.